# 17号加利福尼亚州州道
17号加利福尼亚州州道（California State Route 17）是加利福尼亚州的一条高速公路，长42.63千米，连接圣克鲁兹与圣荷西，搭载有大量往返硅谷的通勤者。